# Wieraszki
Wieraszki (biał. Верашкі; ros. Верешки; hist. Juraszki) – wieś na Białorusi, w obwodzie brzeskim, w rejonie iwacewickim, w sielsowiecie Kwasiewicze, przy drodze republikańskiej R44.
W dwudziestoleciu międzywojennym Juraszki leżały w Polsce, w województwie poleskim, w powiecie kosowskim/iwacewickim, w gminie Kosów. Po II wojnie światowej w granicach Związku Sowieckiego. Od 1991 w niepodległej Białorusi.